# Luís Machado
Luís Miguel Vieira Babo Machado (Lamego, 4 novembre 1992) è un calciatore portoghese, attaccante dell'Ethnikos Achnas.

## Caratteristiche tecniche
È un'ala destra.

## Carriera
Cresciuto nelle giovanili del Freamunde, ha esordito il 25 novembre 2011 in occasione del match perso 1-0 contro il Belenenses.
Il 29 giugno 2021 firma un contratto biennale con i polacchi del Radomiak Radom, club militante in Ekstraklasa. 

## Palmarès

### Club

#### Competizioni nazionali
- Segunda Divisão: 1

Freamunde: 2012-2013
- Campeonato de Portugal: 1

Freamunde: 2013-2014
- Segunda Liga: 1

Tondela: 2014-2015